# 하노버가
하노버가(독일어: Haus Hannover, 영어: House of Hanover)는 17세기로 거슬러 올라가는 뿌리를 가진 유럽의 왕가이다. 하노버 가문의 구성원들은 17세기부터 20세기까지 다양한 시기에 하노버, 그레이트브리튼 왕국, 아일랜드, 대영 제국을 통치했다. 1635년 벨프 가문(또는 "겔프" 또는 "겔프")의 생도 지부로 시작하여 브라운슈바이크뤼네부르크 가문으로도 알려진 하노버 가문은 1692년 신성 로마 제국의 선제후국으로 승격되면서 두각을 나타냈다. 1714년 하노버의 선제후이자 제임스 6세의 후손인 조지 1세가 그레이트브리튼과 아일랜드의 왕위에 오르면서 하노버 제국에 대한 하노버 통치의 시작을 알렸다. 1901년 빅토리아 여왕이 사망하면서 영국의 왕위는 아버지 알버스 왕자를 통해 작센코부르크고타 가문의 일원인 장남 에드워드 7세에게 넘어갔다. 하노버 가문의 마지막 통치자들은 1918년 독일이 공화국이 되면서 브라운슈바이크뤼네부르크 공국을 잃고 왕족과 귀족을 폐지했다.
이 가문의 정식 명칭은 하노버계 브라운슈바이크뤼네부르크가이다. 브런즈윅-울펜뷔텔을 통치하던 브라운슈바이크뤼네부르크 가문의 직계는 1884년에 소멸되었다. 하노버 가문은 현재 에스테 가문의 직계인 벨프 가문의 유일하게 살아남은 가문이다. 현재 하노버 가주는 하노버 공 에른스트 아우구스트이다.

## 역사
1636년, 브라운슈바이크와 뤼네부르크의 공작이었던 에른스트 아우구스트는 자신의 왕궁을 하노버로 옮기게 된다. 1692년, 선제후가 되었고, 그의 왕궁이 하노버에 있었기 때문에 그의 영지는 하노버 선제후국으로 불리게되었다.
1701년 만들어진 영국의 왕위계승법으로 인해, 1714년 하노버의 게오르크 1세는 영국의 조지 1세가 되었고, 하노버와 영국은 동군연합을 이루었다. 1814년 하노버 선제후국은 하노버 왕국으로 승격되었으며 영국의 국왕이 하노버 국왕을 겸임하였다. 그러나 윌리엄 4세가 죽고 빅토리아 여왕이 영국의 왕이 되자, 하노버와 영국의 동군연합은 깨지게 된다. 빅토리아 여왕의 부군은 작센코부르크고타 왕가였으므로, 그녀의 사후 영국에선 작센코부르크고타 왕가의 시대가 열리게 되었고, 하노버 왕국의 하노버 왕가는 보오전쟁에서 오스트리아의 편을 들었다가 패배하여 프로이센 왕국에 합병된다.
1913년 하노버 왕가 출신이 독일 제국의 브라운슈바이크의 공작이 되며, 다시 하노버 왕국을 재건하려고 하지만, 독일 제국이 세계 대전에서 패배하자 브라운슈바이크 공작 지위를 잃어버리게된다.

## 하노버 왕가의 수장
- 루카의 리치볼드 (700–761)

#### 루카 백작
- 보니파티우스 1세 (761–785)
- 보니파티우스 2세 (785–823)
- 보니파티우스 3세 (823–842)

#### 토스카나 후작
- 아달버트 1세 (?–891)
- 아달버트 2세 (891–915)
- 구이 드 루카 (915–929)
- 아달버트 3세 (929–955)
- 오베르토 1세 (955–975)
- 오베르토 오비즈오 (975–1017)

#### 밀라노 후작
- 아달버트 아즈오 1세 (?–1029)
- 아달버트 아즈오 2세 (1029–1097)

#### 바이에른 공작
- 윌프 1세 (?-1101)
- 하인리히 4세 (1101–1126)
- 하인리히 5세 (1126–1139)
- 하인리히 더 루베 (1139–1195)

#### 뤼네부르크 공작
- 윈체스터의 윌리암 (?–1213)

#### 브라운슈바이크와 뤼네부르크 공작
- 오토 1세 (1213–1252)
- 알브레히트 1세 (1236–1279)
- 알브레히트 2세 (1268–1318)
- 매그너스 더 피오우스 (1304–1369)
- 매그너스 2세 (1328–1373)
- 버날드 1세(1362–1434)
- 프레드릭 2세 (1408–1478)
- 오토 4세 (1439–1471)
- 하인리히 (1468–1532)
- 에른스트 1세 (1497–1546)
- 윌리엄 (1535–1592)
- 게오르크 (1582–1641)

#### 하노버 선제후
- 에른스트 아우구스트 (1629–1698)
- 게오르크 1세 (1698–1714)

#### 하노버 선제후,그레이트브리튼왕,아일랜드왕
- 조지 1세 (1714–1727)
- 조지 2세 (1727–1760)
- 조지 3세 (1760–1800)

#### 하노버 선제후,그레이트브리튼 아일랜드 연합 왕국왕
- 조지 3세 (1800–1814)

#### 하노버 왕, 그레이트브리튼 아일랜드 연합 왕국 왕
- 조지 4세 (1814–1830)
- 윌리엄 4세 (1830–1837)

#### 그레이트브리튼 아일랜드 연합 왕국 여왕, 인도 여제
하노버 왕국은 살리카 법을 따르므로, 빅토리아 여왕은 하노버의 왕위를 계승할 수 없었다. 한편, 그녀는 인도의 여제가 되었다.
- 빅토리아 여왕 (1837–1901)

#### 하노버 왕
- 에른스트 아우구스트 1세 (1837–1851)
- 게오르크 5세 (1851–1866)

#### 하노버 왕가의 수장
- 게오르크 5세 (1866–1878)
- 에른스트 아우구스트 (1878–1913)

#### 브라운슈바이크 공작
- 에른스트 아우구스트 (1913–1918)

#### 하노버 왕가의 수장
- 에른스트 아우구스트 (1919–1923)
- 에른스트 아우구스트 3세 (1923–1953)
- 에른스트 아우구스트 4세 (1953–1987)
- 에른스트 아우구스트 5세 (1987–현재)

## 같이 보기
- 하노버의 군주